# 학이 난다

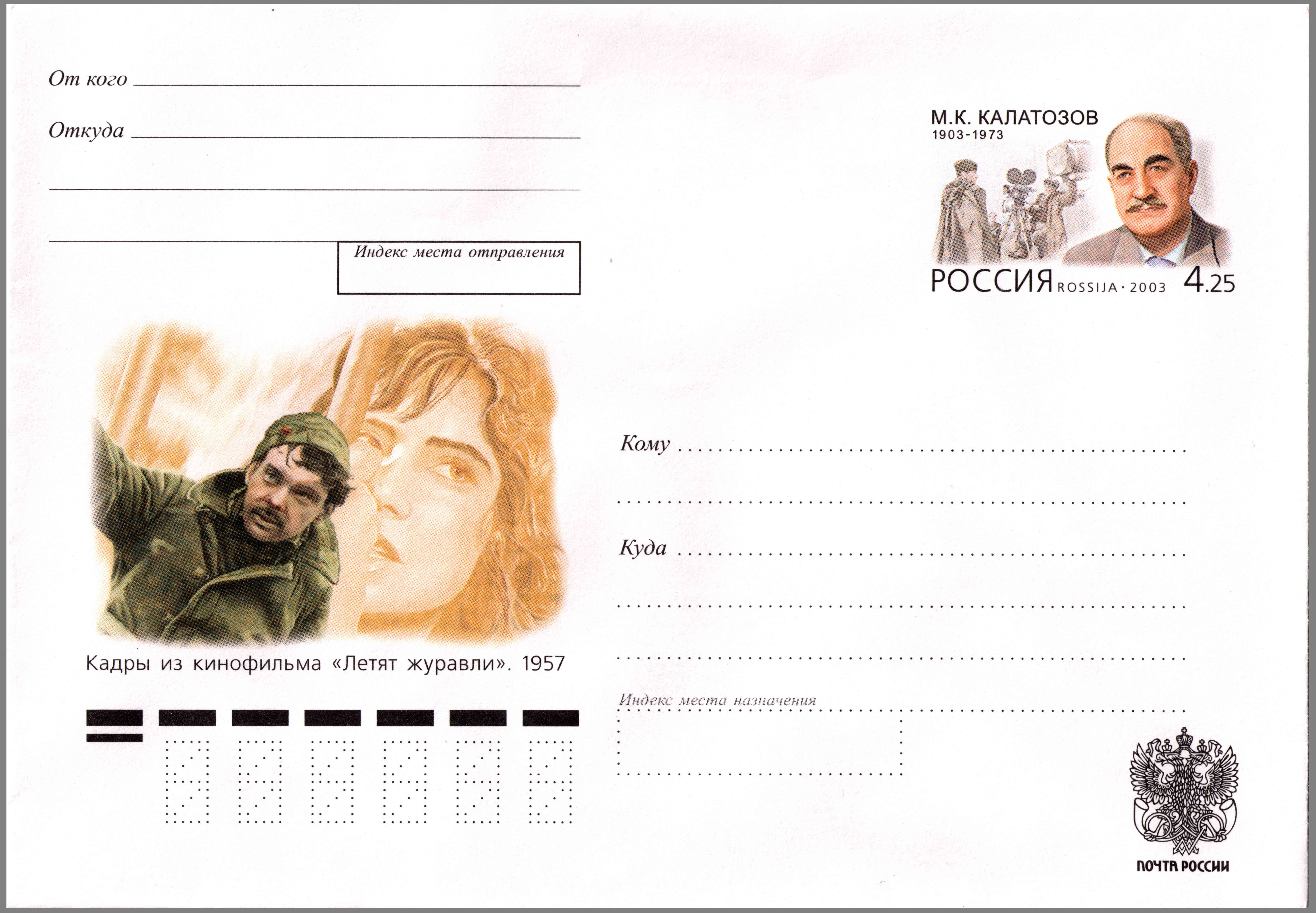

《학이 난다》(The Cranes Are Flying, 러시아어: Летят журавли, Letyat Zhuravli)는 러시아(구 소련)에서 제작된 미하일 칼라토조프 감독의 1957년 드라마, 멜로/로맨스, 전쟁 영화이다. 타탸나 사모로바 등이 주연으로 출연하였고 미하일 칼라토조프 등이 제작에 참여하였다.
1903년에 출생한 베테랑인 카르투조프 감독은 유명한 카메라맨인 세르게이 우르세프스키의 도움을 받아, 이 영화에서 멋지고 유동적인 영상미를 창조했다. 또한 이제까지 러시아의 전쟁영화가 애국적인 병사의 영웅주의를 찬미하는 것을 목표로 삼은 데 반하여, 이 작품은 전쟁이 개개의 시민에게 미치는 슬픔과 불행을 숨김없이 정확하게 묘사했다는 점에서 매우 새로운 영화이다. 영화에 있어서의 '해빙'의 대표작으로서 1958년 칸 영화제에서 러시아영화로서는 처음으로 그랑프리를 획득했다.

## 줄거리
보리스(바타로프)와 베로니카(사모일로바)는 모스크바에서 살고 있는 젊은 애인들로서 행복한 장래를 꿈꾸면서 일하고 있었다. 그런데 그들의 행복은 돌연한 나찌 독일군의 침입으로 밑바닥부터 붕괴되지 않으면 안 되었다. 조국의 위기를 알게 된 보리스는 베로니카에게도 알리지 않고 출정을 지원, 마지막 작별의 날에도 둘이는 서로를 찾아 다니다가 결국 길이 엇갈리게 되어 그것이 영원한 이별이 되고 만다. 전쟁은 전선의 병사들의 경우와 마찬가지로 후방의 생활도 괴로운 시련의 세월이긴 하였으나, 마침내 평화가 온다. 그때 베로니카는 역에 나가서 보리스가 없는 귀환병의 대열을 맞이하면서 언제까지나 서 있는다.

## 출연

### 주연
- 타탸나 사모로바

## 기타
- 원작자: Viktor Rozov
- 미술: Yevgeni Svidetelev
- 의상: Leonid Naumov